# Російсько-українське правове протистояння
Російсько-українське правове протистояння — складова глобального протистояння між Росією та Україною з часів розпаду СРСР.

## Історичне тло та причини протистояння
З розпадом СРСР російська влада болісно сприйняла вихід України з-під контролю Москви і тому започаткувала ряд проектів, що мали за мету зберегти російський вплив на Україну. Ці проекти були спрямовані на забезпечення російського впливу на політичну, мовно-культурну та інші сфери. «Те, що діється в Росії, наочно засвідчує, що значна, якщо не переважна, частина її політичної еліти і громадськості ніяк не хоче змиритися з втратою України — саме як втрата, з погляду російських імперських інтересів, сприймається самий факт існування незалежної Української держави».
Як наслідок імперських інтересів Росії з розбудовою держави України імперські проекти мають за мету реванш, «реінтеграцію», нове «возз'єднання» тощо... При цьому природні політичні інтереси України російським політикумом не тільки ігноруються, але за будь-якого зручного приводу прямо заперечуються. Таким чином, російський політикум штучно створює політико-правове протистояння, направлене на послаблення української державності, що обумовлює наявність сучасного правового конфлікту між Україною та Росією.

## Методи та засоби

### Складові протистояння
Правове та юридичне забезпечення проектів, направлених на збереження російського впливу на Україну, здійснювалось на вищому законодавчому рівні Росії шляхом прийняття тих чи інших постанов з питань, які дозволяли найбільш ефективно, з точки зору російського політикуму, сприяти розв'язанню задач підкорення України. Серед таких питань найбільше розробленими виявились питання юридичного статусу Криму, рівня співробітництва України з НАТО та статусу російської мови в Україні. Ці питання неодноразово піднімались на міждержавному рівні та на рівні міжнародних організацій. При цьому, в багатьох випадках, прийняті російськими законодавцями постанови часто були не зверненнями до рівного партнера, а рекомендаціями або настановами, що розглядалось українським політикумом як втручання у внутрішні справи України.

### Протистояння в міждержавних стосунках
Міністр юстиції України Павло Петренко в жовтні 2016 зазначив, що більшість міжнародних угод, які укладала Росія упродовж 25 років, мали положення, які не дозволяли розповсюджувати на них дію міжнародного права.

## Протистояння з часів здобуття незалежності і до початку 2014

### Протистояння навколо Криму
Протистояння навколо Криму почалося одразу після розпаду СРСР. Не зважаючи на міжнародну практику розпаду союзів та нормативну врегульованість питань щодо розпаду СРСР російський політикум піддавав сумніву законність перебування Криму у складі України. Ці сумніви підкріплювались тим, що більшість населення Криму складали етнічні росіяни, при цьому питання формування такого етнічного складу Криму всіляко замовчувалось, оскільки формування російської або проросійської більшості в Криму відбувалось в незручні для пропаганди способи, в тому числі — через етнічні чистки. Протягом 1990-х років питання про зміну статусу півострова неодноразово піднімалось в російській Державній Думі, проте до зміни державної приналежності Криму це не призвело.
Так, в червні 1992 року Верховна Рада Росії прийняла постанову «Про правову оцінку рішень вищих органів державної влади РРФСР зі зміни статусу Криму, прийнятих в 1954 році», яким, фактично, піддала сумніву територіальну цілісність України та її юрисдикцію на території Криму.
9 липня 1993 року Верховна Рада Російської Федерації прийняла постанову про «статус міста Севастополя» з метою підтвердити його «російський федеральний статус». Рада безпеки ООН на прохання України визнала це рішення як не сумісне з принципами статуту ООН і констатувала, що воно не має юридичної сили.
У 1997 році Росія і Україна підписали Договір про дружбу, співпрацю і партнерство, яким зобов'язалися поважати територіальну цілісність одна одної, а в 2003 році — договір про державний кордон, який затвердив існуючі міждержавні кордони. Ці договори на деякий час призупинили правове протистояння між Росією та Україною.

### Протистояння навколо російської мови в Україні
28 червня 1996 року Верховна Рада України прийняла Конституцію України, 10 стаття якої констатує:
Державною мовою в Україні є українська мова.
{Офіційне тлумачення частини першої статті 10 див. в Рішенні Конституційного Суду № 10-рп/99 від 14.12.99}
Держава забезпечує всебічний розвиток і функціонування української мови в усіх сферах суспільного життя на всій території України.
В Україні гарантується вільний розвиток, використання і захист російської, інших мов національних меншин України.
Держава сприяє вивченню мов міжнародного спілкування.

Застосування мов в Україні гарантується Конституцією України та визначається законом.
23 жовтня 1998 року Державна Дума Росії прийняла заяву у зв'язку з закріпленням в Конституції Автономної Республіки Крим української мови як єдиної Державної мови на території Автономної Республіки Крим, в якій «нагадала» українським законодавцям про національний склад України та Криму.
В липні 2000 року Державна Дума Росії виступила з заявою щодо неприпустимості українізації та наголошувала, що для українців, що проживають в Росії «є всі можливості отримання освіти» рідною мовою.
У жовтні 2002 року Державна Дума Росії виступила зі зверненням до Верховної Ради України з «пропозицією» надання російській мові статусу другої державної в Україні. Це звернення не знайшло підтримки Президента України Леоніда Кучми, який виступив з категоричною заявою про неможливість надання російській мові статусу державної.
В кінці вересня 2006 року МЗС РФ розповсюдив коментар, в якому говорилося, що Москва не має наміру більше ігнорувати випадки дискримінації російської мови в Україні. МЗС України у відповідь на коментар про так звану дискримінацію російської мови зажадало від російського керівництва припинити розігрувати мовну карту як метод впливу на внутрішньополітичну ситуацію в Україні і з повагою ставитися до законів України, як це передбачено міжнародною практикою.